# 卡姆揚卡 (紹斯特卡區)
52°5′50″N 33°53′23″E / 52.09722°N 33.88972°E
卡姆揚卡（烏克蘭語：Кам'янка）是位於烏克蘭東北部的村莊，由蘇梅州紹斯特卡區的中布達市鎮負責管轄。該村處於斯維加河畔，距離皮哈里夫卡3.5公里，海拔高度196米，2001年人口421。